# إدوارد تيتشنر
إدوارد برادفورد ثيتشنر (بالإنجليزية: Edward Bradford Titchener) هو عالم نفس بريطاني أمريكي ولد في يوم 11 يناير 1867 في مدينة تشيتشستر في إنجلترا في المملكة المتحدة، تلقى تعلميه على يد طبيب الأعصاب الألماني فيلهلم فونت، ثيتشنر ألف رؤية جديدة في علم النفس وصفهما باسم تركيبة العقل والتي تعرف أيضاً بالبنيوية النفسية، في الولايات المتحدة تمكن من الحصول على شهادة البروفيسور من جامعة كورنيل، في سنة 1894 أشرف على بحث مارغريت فلوي ووشبورن والتي أصبحت أول امرأة تحصل على شهادة البروفيسور في علم النفس، توفي ثيتشنر في يوم 3 أغسطس 1927 في بلدة إثاكا في ولاية نيويورك عمر ناهز ال60 سنة.

## سيرته الذاتية

### تعليمه ونشأته
هرب والدا تيتشنر، أليس فيلد هابين وجون تيتشنر، للزواج في عام 1866، وكانت والدته ابنة عائلة ساسيكس المرموقة التي تبرأت منها. شغل والده مناصب عديدة، فعمل موظفًا، وعمل أيضًا في مجال المحاسبة قبل أن يفارق الحياة بسبب مرض السل في عام 1879. نجت عائلته المؤلفة من أربع فتيات وصبي واحد، وانتقلوا على الأقل عشر مرات خلال هذه الفترة. أُرسل تيتشنر للعيش مع أهل أبيه وعمتيه. كان جده الذي حمل اسمه مستثمرًا ومحاميًا ناجحًا، وكان أيضًا عمدة سابق لتشيتشيستر. حرص على أن يتلقى تيتشنر التعليم الخاص أولًا ثم تعلم القواعد في المدرسة. على أي حال، انهارت استثماراته في عام 1881 وفارق الحياة بعدها ببضعة أشهر. وفي الظروف المالية السيئة، تابع تيتشنر تعليمه بتمويل من المنح والعمل المأجور والأنشطة التجارية.
ارتاد تيتشنر مدرسة بريبيندال وكلية مالفيرن، ثم ذهب إلى أكسفورد (كلية براسينوز) من عام 1885 إلى عام 1890. تخرج بدرجة بكالوريوس في آداب الدراسات الكلاسيكية محققًا المركز الأول مرتين في عام 1889. بدأ اهتمامه يتوجه نحو علم الأحياء، وفي أكسفورد، بدأ بقراءة أعمال فيلهلم فونت. خلال الفترة التي أمضاها في أكسفورد، ترجم تيتشنر الجزء الأول من الإصدار الثالث لكتاب فونت «مبادئ علم النفس الفيزيولوجي» من الألمانية إلى الإنجليزية. أمضى عامًا إضافيًا في جامعة أكسفورد سنة 1890، حيث عمل مع عالم الفيزيولوجيا جون سكوت بوردون سانديرسون ليتعلم المنهجية العلمية. ذهب تيتشنر إلى ليبزيغ في ألمانيا للدراسة مع فونت في خريف عام 1890. أكمل برنامج الدكتوراه الخاص به في عام 1892 بأطروحة عن الرؤية في المجهر. في صيف عام 1892، عاد إلى أكسفورد وبوردون سانديرسون حيث درّس في المدرسة الصيفية في أكسفورد.
في خريف عام 1892، انضم تيتشنر إلى كلية ساج للفلسفة في جامعة كورنيل ليعمل بصفة محاضر غير متفرغ يدرّس الفلسفة وعلم النفس. طور مخبرًا لعلم النفس وشغل مناصب التحرير، وفي عام 1895، أصبح بروفيسورًا متفرغًا بالكامل واستقل عن مدرسة ساج. درّس طلابه وجهات نظره حول أفكار فونت في شكل البنيوية.

## حياته الشخصية
تزوج تيتشنر في عام 1894 من صوفي بيدلو كيلوغ، التي كانت معلمة مدرسة من ماين. أنجبا أربعة أطفال (ثلاث بنات وصبي واحد). حالما تسلم تيتشنر منصبًا في كورنيل، بدأ بتقديم الدعم المالي لوالدته بقية حياته. عاشت هي وأخواته في ظروف صعبة بعد وفاة والده، وكانت أخواته في ميتم لفترة من الوقت قبل أن يدخلن الخدمة المنزلية.

## أفكار رئيسية
تأثرت أفكاره حول آلية عمل العقل لدرجة كبيرة بنظرية فونت عن الطوعية وأفكاره عن التداعي والإدراك الشعوري (المجموعات الفعالة وغير الفعالة لعناصر الوعي على التعاقب). حاول تيتشنر تصنيف بنى العقل بنفس الطريقة التي يحلل بها الكيميائي المواد الكيميائية إلى الأجزاء المكونة لها، فمثلًا يتكون الماء من الأكسجين والهيدروجين. وهكذا بالنسبة لتيتشنر، كما يُعتبر الأكسجين والهيدروجين بنى، تُعتبر الأفكار والأحاسيس بنى بشكل مشابه. تصور الأكسجين والهيدروجين على أنهما بنيتان لمركب كيميائي، وكذلك الأمر بالنسبة للأحاسيس والأفكار التي تشكل بنى للعقل. كان للإحساس بالنسبة لتيتشنر أربع خواص مميزة: الشدة والنوعية والمدة والمدى. يرتبط كل منها بنوعية المحفز، على الرغم من أن بعض المحفزات لم تكن كافية لإثارة جانب الإحساس المرتبط بها. فرّق أيضًا بين أنواع محددة من الإحساس: قسّم الإحساس السمعي مثلًا إلى نغمات وضجيج. اعتبر أن الأفكار والتصورات تتشكل من الأحاسيس؛ ارتبط «النوع غير المنطقي» بنوع الإحساس الذي ارتكزت عليه الفكرة، مثلًا الصوت أو الرؤية أو المحادثة المنطوقة أو الكلمات في صفحة.
اعتقد تيتشنر أنه إذا كان بالإمكان تعريف المكونات الأساسية للعقل وتصنيفها، فيمكن تحديد بنية العمليات العقلية والتفكير العالي. كان أساس تفكير تيتشنر في محاولته لمعرفة بنية العقل هو ماهية كل عنصر من عناصر الدماغ، وكيفية تفاعل هذه العناصر مع بعضها، وسبب تفاعلها بهذه الطرق.

### الاستبطان
كان الاستبطان الأداة الأساسية التي استخدمها تيتشنر في محاولته لتحديد المكونات المختلفة للوعي. وعلى عكس طريقة فونت في الاستبطان، كان لتيتشنر خطوط صارمة لنقل التحليل الاستبطاني، إذ يُقدم شيئًا للشخص الخاضع للدراسة مثل قلم الرصاص، وسيذكر هذا الشخص صفات قلم الرصاص (اللون والطول وغيرهما)، ويُمنع من ذكر اسم الشيء (قلم الرصاص) لأن ذلك لا يصف البيانات الصرفة التي يختبرها الشخص. أشار تيتشنر إلى هذا بكونه خطأ في المحفز.
في «علم النفس التجريبي: كتيب الممارسة المخبرية»، قدم تيتشنر تفاصيل طرقه الاستنباطية بدقة. كانت الغاية من الكتيب كما يوحي العنوان أن يشمل كامل علم النفس التجريبي على الرغم من تركيزه على الاستبطان. بالنسبة لتيتشنر، لا يمكن أن توجد تجارب نفسية صالحة خارج الاستبطان، وفتح قسم «توجيهات للطلاب» بالتعريف الآتي: «تتألف التجربة النفسية من الاستبطان أو سلسلة من الاستبطانات التي تجري في شروط معيارية».
يقدم كتيب تيتشنر هذا للطلاب مخططات عميقة للعملية عن تجارب الخداع البصري، وقانون ويبر، والتباين البصري، والصور اللاحقة، والأحاسيس الشمية والسمعية، وإدراك الفضاء والأفكار، والارتباطات بين الأفكار، بالإضافة إلى توصيفات السلوك المناسب أثناء التجارب ومناقشة عامة لمفاهيم علم النفس. كتب تيتشنر كتيبًا تعليميًا آخر للطلاب واثنين للمعلمين في هذا المجال (هوذرسال 2004، الصفحة 142). عكس مستوى التفاصيل التي وضعها تيتشنر في كتيباته هذه تكريسه للنهج العلمي لعلم النفس. قال إن معظم القياسات هي «أعراف» متفق عليها، وشمل اعتقاده أيضًا أن الظواهر النفسية يمكن قياسها ودراستها بشكل منهجي. وثق تيتشنر كثيرًا بعمل غوستاف فيشنر الذي طور بعلم الفيزياء النفسي فكرة إمكانية قياس الظواهر العقلية بالفعل (تيتشنر 1902، الصفحتان 108-109).
وجب إجراء غالبية التجارب من قبل باحثين مدربين يعملان معًا، أحدهما يعمل «مراقبًا» والآخر يعمل «مجرِّبًا». يحضّر المجرب التجربة ويسجل الاستبطان الذي يجريه شريكه. وبعد أداء التجربة للمرة الأولى، يتبادل الباحثان الأدوار ويعيدان التجربة. شدد تيتشنر كثيرًا على أهمية الانسجام والتواصل بين العضوين في هذه الشراكات. كان الاتصال ضروريًا بشكل خاص لأن مرض المراقب أو انفعاله قد يؤثر على نتيجة التجربة المحددة. تلاشت الطريقة البنيوية تدريجيًا بسبب مجيء النهج الجديدة مثل نهج الاستنباط.

### الانتباه
وضع تيتشنر قوانينه السبعة الأساسية للانتباه. يفترض القانون الرابع، قانون الدخول المسبق، أن «هدف الانتباه يأتي إلى الوعي بسرعة أكبر من الأهداف التي لا نهتم بها» (تيتشنر، 1908، الصفحة 251). حظي قانون الدخول المسبق بكثير من الاهتمام خلال القرن الفائت، وتلا الأمر نقاش كبير حول مصداقية هذا القانون. لم يتمكن البحث حتى وقت قريب من تقديم دليل قوي على أن الانتباه يعمل في مستوى إدراكي. تقول الدراسات السلوكية التي تنظر إلى سرعة إدراك المحفزات الحاضرة إن قانون الدخول المسبق صحيح. تمكنت دراسات تصوير الدماغ الحديثة من إثبات هذه النتائج بإظهار أن الانتباه قادر على تسريع تنشيط العقل الإدراكي.

## روابط خارجية
- إدوارد تيتشنر على موقع الموسوعة البريطانية (الإنجليزية)
- إدوارد تيتشنر على موقع الموسوعة البريطانية (الإنجليزية)
- إدوارد تيتشنر على موقع إن إن دي بي (الإنجليزية)